# Vince Papale

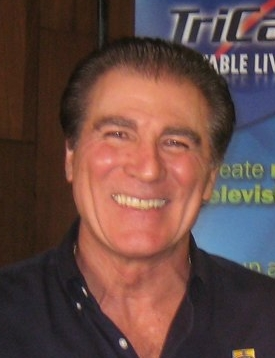
Vince Papale

Vincent Francis Papale, född 9 februari 1946 i Glenolden i Pennsylvania, är en tidigare amerikansk fotbollsspelare (amerikansk fotboll). Han spelade tre säsonger för Philadelphia Eagles i NFL efter två säsonger med Philadelphia Bell i World Football League. 
År 1974 var Vince Papale med i en uttagning för WFL-laget Philadelphia Bell och han tog en plats i laget som wide receiver, detta under en tid när han arbetade som vikarie på Interboro High School samt som bartender på Max's i Prospect Park. Genom spelet i Bells fick Papale en privat uttagning till NFL-laget Philadelphia Eagles som hölls av coachen Dick Vermeil.
Papale lyckades och blev som 30-åring den äldsta nybörjaren i NFL utan college-football-erfarenhet (bortsett från kickers). Han spelade wide receiver och special teams för Eagles mellan 1976 och 1978 och var med i 41 av 44 ordinarie matcher.  Vince Papale valdes till ledare för special teams av sina lagkamrater och blev "Man of the Year" i Eagles 1978. Han tvingades sluta 1979 efter en axelskada.
Papale fick smeknamnet Rocky under sin tid med Eagles (efter Sylvester Stallone-filmen om Philadelphia-killen Rocky Balboa från 1976). Disney-filmen Invincible från 2006 handlar om hur Vince Papale kom med i Eagles. Papale spelas där av Mark Wahlberg. 
Numera bor Vince Papale i Cherry Hill i New Jersey med sin fru Janet. Paret har två barn.